# Conus petestimpsoni
Espèce
Conus petestimpsoni est une espèce de mollusques gastéropodes marins de la famille des Conidae.
Comme toutes les espèces du genre Conus, ces escargots sont prédateurs et venimeux. Ils sont capables de « piquer » les humains et doivent donc être manipulés avec précaution, voire pas du tout.

## Description
La longueur de la coquille varie entre 25 mm et 51 mm.

## Distribution
Cette espèce marine d'escargot conique est présente au large de l'État de Rio de Janeiro, au Brésil.

## Taxonomie

### Publication originale
L'espèce Conus petestimpsoni a été décrite pour la première fois en 2016 par les malacologistes Edward James Petuch (d) et David P. Berschauer dans « The Festivus »,.

### Synonymes
- Conus (Lamniconus) petestimpsoni (Petuch & Berschauer, 2016) · appellation alternative
- Lamniconus petestimpsoni Petuch & Berschauer, 2016 · non accepté (combinaison originale)